# Skötharugrundet
Skötharugrundet är en ö i Finland. Den ligger i Finska viken och i kommunen Raseborg i den ekonomiska regionen  Raseborg i landskapet Nyland, i den södra delen av landet. Ön ligger omkring 79 kilometer väster om Helsingfors.
Öns area är 0,3 hektar och dess största längd är 90 meter i öst-västlig riktning. Närmaste större samhälle är Ekenäs, 17,5 km nordväst om Skötharugrundet.